# William Baldwin

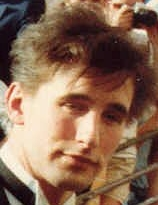
William Baldwin

William Joseph Baldwin (sinh ngày 21 tháng 2 năm 1963, còn có biệt danh là Billy) là một nam diễn viên người Mỹ, được biết đến qua những vai diễn trong các phim như Flatliners (1990) hay Backdraft (1991).

## Tiểu sử

### Cuộc sống trước đây
Baldwin sinh ra tại Massapequa, New York, là con trai của Carol Newcomb và Alexander Rae Baldwin, Jr., một giảng viên đại học dạy môn lịch sử và một huấn luyện viên bóng đá. Anh là một trong 4 thành viên nổi tiếng của anh em nhà Baldwin, gồm anh cả Alec (sinh năm 1958), Daniel (1960), anh (1963) và Stephen (1966). Baldwin lớn lên trong một gia đình người Ireland và người Pháp theo đạo Thiên Chúa. Là sinh viên tốt nghiệp đại học Binghamton về khoa học – chính trị và cũng được biết đến nhờ sự đóng góp tích cực của anh cho đội đấu vật Binghamton.

### Sự nghiệp
Trước khi bắt đầu sự nghiệp diễn xuất, Baldwin từng là một người mẫu thời trang. Anh từng đóng cặp với siêu mẫu Cindy Crawford trong bộ phim năm 1995 có tên Fair Game (Trò chơi công bằng). Sau đó, anh tiếp tục đóng các phim điện ảnh và truyền hình. Nhưng Baldwin thường không đảm nhận nhiều vai chính, anh từng đảm nhận xuất sắc vai phụ trong bộ phim năm 2005 có tên The Squid and the Whale (Mồi mực và cá voi). Năm 2007, anh hóa thân vào vai Patrick Darling VI, con trai cả của Donald Sutherland (người anh từng đóng chung trong Backdraft (1991) và Virus (1999), trong bộ phim truyền hình Dirty Sexy Money (Đồng tiền dơ bẩn gợi tình) của hãng phim ABC.

### Đời tư
Từ năm 1995, Baldwin đã cưới ca sĩ Chynna Phillips (thành viên của ban nhạc Wilson Phillips), là con gái của John và Michelle Phillips của ban nhạc thập niên 60, có tên Những người cha và những người mẹ. Họ có ba người con: 2 cô con gái Jamison (sinh năm 2000) và Brooke (2004) cùng cậu con trai Vance Alexander (sinh năm 2001). Cũng như người anh Alec Baldwin, William là một người ăn chay và anh từng được nhận đề cử "Người ăn chay hấp dẫn nhất" của PETA. Về mặt chính trị, anh được xem như là một người rộng rãi, hào phóng.
Hiện tại anh sống ở Bedford, New York.

## Tác phẩm nghệ thuật

### Phim truyền hình
| Năm  | Phim              | Vai diễn    | Ghi chú |
| ---- | ----------------- | ----------- | ------- |
| 2018 | Thanh Trừng mùa 1 | David Ryker |         |